# Казанка (Караидельский район)
Каза́нка — упразднённая деревня Караидельского района Башкирской АССР РСФСР. Существовала до 1950-х годов, когда вошла в черту посёлка Магинск в современном Караидельском районе Республики Башкортостан Российской Федерации. Входила на момент упразднения в состав Абызовского сельсовета. Затоплено при наполнении Павловского водохранилища.

## Название
Первоначально — выселок Казанский.

## География
Расположено было на реке Уфа, вблизи впадения её притока Бердяш (ныне именуется Бердяшка), между деревнями Спасское с севера и Мускульды к югу.

### Географическое положение
Расстояние до:
- районного центра (Караидель): 5 км,
- ближайшей ж/д станции (Щучье Озеро): 75 км.

## История
Основана в 1883-91 переселившимися из Казанской, Вятской и Пермской губерний крестьянами как выселок Казанский на землях, арендованных у купца А. С. Манаева в Байкинской волости Бирского уезда.
В 1950-е гг. вошла в состав посёлка Магинск.

## Население
В 1906 году — 115 человек, в 1917—123, в 1920 — 86, в 1939 — 78.

## Инфраструктура
Индивидуальная застройка усадебного типа. В 1817 году — 20 дворов.
В советский период входила в состав колхоза «Заветы Ильича».